# Хлориди (мінерали)
Хлори́ди (рос. хлориды, англ. chlorides; нім. Chloride n pl) — клас мінералів, солі соляної кислоти. Належить до мінеральних солей. Відомо близько 100 мінеральних видів хлоридів. Видотвірні катіони представлені легкими літофільними елементами (Na, К, Mg, Са, Mn, Fe, AI) і амонієм NH4+, а також важкими халькофільними елементами (Hg, Ag, Pb, Cu, Bi). Приклад хлоридів: галіт, хлораргірит, карналіт, бішофіт.
Сингонія кубічна та ін. Забарвлення жовтого, бурого, червоного, сірого, синього, зеленого та інших кольорів. Твердість 1—3,5. Густина хлоридів варіює від 1,5—2,5 до 6,5—8,3. Серед хлоридів багато пластичних (ковких) мінералів, хлориди сильно гігроскопічні.
Більшість хлоридних солей розчинні у воді, тому мінерали, що містять хлорид, зазвичай зустрічаються у великій кількості лише в сухому кліматі або глибоко під землею. Деякі мінерали, що містять хлорид, включають галіт (хлорид натрію NaCl), сильвін (хлорид калію KCl), бішофіт (MgCl2∙6H2O), карналіт (KCl∙MgCl2∙6H2O) і каїніт (KCl∙MgSO4∙3H2O). Хлориди міститься в евапоритових мінералах, таких як хлорапатит і содаліт.
Хлориди Na, К, Mg, Са та інших літофільних елементів утворюються переважно хемогенно-осадовим шляхом — при випаровуванні води соляних і содових озер або морських басейнів та лагун. Деякі хлориди зустрічаються серед продуктів вулканічних гірських порід, в кімберлітах і магнетитових скарнах. Хлориди халькофільних елементів — типові утворення зони окиснення рудних родовищ, особливо характерні для аридних кліматичних зон.